# Campeonato de Irán de Ciclismo en Ruta
Los Campeonatos de Irán de Ciclismo en Ruta se organizan anualmente para determinar el campeón ciclista de Irán de cada año. El título se otorga al vencedor de una única carrera. El vencedor obtiene el derecho a portar un maillot con los colores de la Bandera de Irán hasta el Campeonato de Irán del año siguiente.

## Palmarés
| Año  | Ganador              | Segundo              | Tercero              |
| 2005 | Mahdi Sohrabi        | Amir Zargari         | Siros Hashemzadeh    |
| 2006 | Ahad Kazemi          | Ghader Mizbani       | Hossein Jahabanian   |
| 2007 | Ghader Mizbani       | Ahad Kazemi          | Faridi Koviy Mahdi   |
| 2008 | No se disputó        |                      |                      |
| 2009 | Rahim Ememi          | Ramin Mehrabani      | Hossein Nateghi      |
| 2010 | Mahdi Sohrabi        | Hossein Jahabanian   | Arvin Moazemi        |
| 2011 | Abbas Saeidi Tanha   | Mohammad Rajablou    | Samad Poor Seiedi    |
| 2012 | Hossein Alizadeh     | Amir Zargari         | Hamed Jannat         |
| 2013 | Ghader Mizbani       | Amir Zargari         | Amir Kolahdozhagh    |
| 2014 | Rahim Emami          | Amir Kolahdozhagh    | Behnam Maleki        |
| 2015 | Behnam Maleki        | Ahad Kazemi          | Arvin Moazemi        |
| 2016 | Mahdi Sohrabi        | Arvin Moazemi        | Mohammad Ganjkhanlou |
| 2017 | Mahdi Sohrabi        | Mohammad Rajablou    | Ali Khademi          |
| 2018 | Saeid Safarzadeh     | Hamid Beyk Khormizi  | Reza Hosseini        |
| 2019 | Mahdi Sohrabi        | Saeid Safarzadeh     | Amir Kolahdozhagh    |
| 2020 | No se disputó        | No se disputó        | No se disputó        |
| 2021 | Saeid Safarzadeh     | Mohammad Ganjkhanlou | Maysam Rezaei        |
| 2022 | Behnam Khalili       | Hasan Seyfollahifard | Milad Seyed          |
| 2023 | Saeid Safarzadeh     | Ali Labib Shotorban  | Hasan Seyfollahifard |
| 2024 | Hasan Seyfollahifard | Hossein Alizadeh     | Mahdi Nateghi        |